# Frankowo (rejon brzostowicki)
Frankowo (biał. Франкова; ros. Франково) – chutor na Białorusi, w obwodzie grodzieńskim, w rejonie brzostowickim, w sielsowiecie Pograniczny.
Dawniej folwark majątku Kwatery. W dwudziestoleciu międzywojennym leżał w Polsce, w województwie białostockim, w powiecie wołkowyskim.